# Psychedelic Porn Crumpets
Gli Psychedelic Porn Crumpets sono un gruppo rock psichedelico australiano formatosi nel 2014 a Perth. La band è composta dal chitarrista e cantante inglese Jack McEwan, dal chitarrista Luke Parish, dal batterista Danny Caddy, dal bassista Wayan Billondana e dal tastierista Chris Young, che hanno iniziato a suonare insieme in "una vecchia stalla a Leederville". Il loro genere e le loro sonorità sono stati paragonati a quelli di altri famosi gruppi rock psichedelici australiani, come i King Gizzard & the Lizard Wizard e Tame Impala. Hanno definito il proprio suono come "un energico scompiglio di colori e toni". Per quanto riguarda la genesi del nome del gruppo, i suoi membri hanno dato poche spiegazioni. La band afferma che è stato scelto a caso perché pensavano fosse divertente.

## Storia del gruppo
I compagni della band erano amici già prima della creazione della band. Pare si siano conosciuti tramite il loro comune spacciatore. La band fu istituita in un primo momento come progetto universitario per un corso che Jack McEwan stava seguendo in quel periodo. Hanno poi continuato a fare musica per il proprio divertimento, così come per quello della loro giovane comunità locale in quello che è stato descritto come un ambiente di tipo "garage rave". Hanno deciso di mantenere il mantra della band "fai da te", registrando autonomamente la maggior parte delle loro canzoni.
La band procedette nel 2017 a creare la propria etichetta discografica, What Reality? Records. Hanno chiarito che hanno scelto di farlo per "restare ancorati all'esistenza, correre un rischio, perseguire idee, fissare obiettivi e cercare di sognare in grande". La prima uscita su questa nuova etichetta fu una doppia ristampa di entrambe le parti dei loro album High Visceral. Un anno dopo la fondazione della loro etichetta, però, la band non aveva ancora ingaggiato nessun altro musicista per ragioni finanziarie, nonostante avessero ancora una visione ideale per What Reality? Records come "una struttura di supporto per le band emergenti".
Nel 2018 è uscito il loro singolo Social Candy, che è stato complessivamente ben accolto e ha portato a un breve tour nazionale fino all'ottobre dello stesso anno, passando per Melbourne, Adelaide e Perth. Questo tour ha visto la presentazione del batterista di supporto Peter Coyne.
Nel luglio 2019, in seguito all'uscita del loro album, And Now for the Whatchamacallit, hanno intrapreso un tour nazionale passando per Adelaide, Brisbane, Melbourne, Sydney e la loro città natale Perth.
Il 5 febbraio 2021, la band ha pubblicato l'album Shyga! The Sunlight Mound.Il 22 aprile 2022 è stato pubblicato l'album Night Gnomes .
Il 17 maggio 2023, la band ha pubblicato il singolo Nootmare (KILLING) Meow! dal loro prossimo album Fronzoli . 3 mesi dopo, il 24 agosto 2023, è stato pubblicato un secondo singolo dall'album, chiamato (I'm a Kadaver) Alakazam.

## Influenze musicali
La band ha affermato che parte dell'ispirazione per la loro musica deriva dal rock classico degli anni '60 e '70, come i Led Zeppelin, i Black Sabbath e i Beatles. Tuttavia, sono stati influenzati non solo dal genere rock, ma anche dal jazz elettronico sperimentale. Jack McEwan, il cantante della band, ha anche detto che il loro stile "è praticamente identico" a quello dei Pond e dei Tame Impala, band che sono state spesso accostate agli Psychedelic Porn Crumpets. McEwan ha anche affermato di credere che l'Australia, e la sua città natale di Perth in particolare, siano una zona calda per la musica rock, e attribuisce la crescita della band in parte alla scena musicale della città  Oltre ai Porn Crumpets, anche i King Gizzard and the Lizard Wizard e Tame Impala, due delle influenze della band, provengono dall'Australia. Alcuni danno credito ai King Gizzard e Tame Impala per aver creato l'attuale scena rock psichedelica australiana e molti considerano il rock psichedelico la principale esportazione musicale dell'Australia nei tempi moderni, annoverando anche band come Pond, Orb, Gum e altre come prova di questa affermazione.
La band è anche encomiata per i suoi video musicali, che seguono lo stesso genere estatico della loro musica e che sono carichi di citazioni a fonti d'ispirazione come Monty Python, TED Talks e Woody Allen. Per quanto riguarda l'ispirazione per il nome della band, Jack McEwan ha citato i comici Mighty Boosh come un'influenza parziale.

## Membri
- Jack McEwan

Jack McEwan è il cantante della band, il principale autore delle canzoni, e il membro accreditato come il principale pioniere della band. È nato nel 1993.
McEwan è cresciuto in Inghilterra, dove la sua passione per la musica è stata accesa sia da suo padre che suonando in gruppi dall'età di nove anni in poi. Quando aveva tredici anni, la sua famiglia emigrò in Australia . Ha anche una laurea in graphic design, che usa per creare le illustrazioni della band.
- Luke Parish

Luke Parish è il chitarrista solista della band. Ha affermato che la più grande influenza musicale è stata David Gilmour dei Pink Floyd.
- Danny Caddy

Danny Caddy è il batterista della band. Lui e Jack McEwan suonavano in una band prima della formazione degli Psychedelic Porn Crumpets.
- Luke Reynolds

Luke Reynolds era il bassista della band.
- Chris Young

Chris Young suona la chitarra e la tastiera per la band.
- Peter Coyne

Peter Coyne è il batterista di riserva della band. Era in testa, ma dopo un infortunio al polso, è stato messo in riserva.
- Wayan Billondana ha sostituito Luke Reynolds al basso.
- Jamie Reynolds

Durante il tour del 2022, Jamie Reynolds ha sostituito temporaneamente il bassista.
- Rodney the Turtle

Durante il tour del 2022, Rodney the Turtle ha fatto il corista per la band.

## Discografia

### Album in studio
- 2016 - High Visceral (Part One)
- 2017 - High Visceral (Part Two)
- 2019 - And Now for the Whatchamacallit
- 2021 - Shyga! The Sunlight Mound
- 2022 - Night Gnomes
- 2023 - Fronzoli

### EP
- 2017 - High Visceral {B Sides}